# Yeongcheon
Yeongcheon (Yeongcheon-si; 영천시; 永川市), è una città della provincia sudcoreana del Nord Gyeongsang.